# お父さんのための馬講座
お父さんのための馬講座（おとうさんのためのうまこうざ）とは、2003年10月から2004年12月まで、毎週金曜日22:40 - 22:54にBS-iで放送された競馬情報・予想番組。土曜日に開催される中央競馬のレース予想を行う番組だった。
小川奈那が司会を担当し、TBSテレビの馬好きアナウンサー軍団「チーム "サー穴運"」のメンバー（後述参照）が、仮想実況を行なっていた。

## コーナー
- "サー穴運"実況予想

"サー穴運"メンバーがレース結果を絵芝居で実況予想するコーナー。
- 馬NEWS

前週に競馬界で起きた出来事などを紹介。
- 競馬新聞グリグリチェック

競馬新聞の「◎」印を「グリグリ」と呼び、発売全紙に掲載された数を集計。
- 馬券師 鈴木の予想

馬券師鈴木による予想・解説。
- 小川奈那の感じる よ・そ・う!
- エンディング

再び予想実況を行うとともに、番組を終了する。

## チーム "サー穴運"
いずれも、TBSのスポーツアナウンサー。
- 宮澤隆（チームリーダー）
- 清原正博
- 土井敏之
- 小笠原亘
- 藤森祥平